# Бекешши, Бела
Бела Бекешши (венг. Békéssy Béla; 16 ноября 1875 — 6 июля 1916) — австро-венгерский фехтовальщик венгерского происхождения, призёр Олимпийских игр.
Бела Бекешши родился в 1875 году в Дебрецене, служил в армии. В 1912 году на Олимпийских играх в Стокгольме он стал обладателем серебряной медали в личном первенстве на саблях. 
Будучи гусаром, Бела Бекешши погиб в годы Первой мировой войны на Волыни.